# ویکتور ونتورث اودلوم
ویکتور ونتورث اودلوم (انگلیسی: Victor Odlum; ۲۱ اکتبر ۱۸۸۰ – ۴ آوریل ۱۹۷۱) فرد نظامی اهل کانادا بود. وی همچنین برندهٔ جوایزی همچون نشان حمام شده‌است.